# Champanhe (província)

Brasão da Champanhe

A região de Champagne

Champanhe ou Champanha (em francês: Champagne) é uma província histórica da França. 

## História
Condado desde o século XII, Champanhe foi reunida à coroa da França graças ao casamento de Joana de Champanha com Filipe, o Belo, que tornar-se-ia rei de França em 1285 sob o nome de Filipe IV. No entanto, Champanhe manteve sua autonomia até a morte do último filho do casal, Carlos IV, em 1328. Foi o seu sucessor Filipe VI quem a integrou definitivamente à França, por acordo com a herdeira Joana II de Navarra.
A província foi palco de grandes batalhas da história da França:
- em 20 de junho de 451, a Batalha dos Campos Cataláunicos, (que seriam situados perto do sítio atual de Châlons-en-Champagne, ou perto de Troyes, em um lugar chamado Campo Mauríaco, na planície de Moirey, comuna de Dierrey-Saint-Julien), onde Átila foi derrotado pelo general Flávio Aécio;
- em 20 de setembro de 1792, a batalha de Valmy, onde os generais Dumouriez e Kellermann bloqueiam o exército prussiano de Carlos Guilherme Ferdinando de Brunsvique e salvam a Revolução;
- de 5 a 13 de setembro de 1914, a Primeira batalha do Marne, palco de duros combates durante a Primeira Guerra Mundial, com o célebre episódio dos táxis do Marne, onde Joffre bloqueou a ofensiva alemã nas portas de Paris.
- Segunda batalha do Marne